# Rupit i Pruit
Rupit i Pruit ist eine katalanische Gemeinde in der Provinz Barcelona im Nordosten Spaniens. Sie liegt in der Comarca Osona.

## Geschichte
Die Kirche Sant Joan de Fábregas und die Burg von Rupit sind seit dem Jahr 968 belegt. Um das 12. Jahrhundert entstand das Dorf Rupit, das von Adelsfamilien bewohnt wurde. Im Jahr 1977 wurden die Gemeinden Rupit und Pruit zusammengelegt. Ursprünglich landwirtschaftlich geprägt, ist die Haupteinnahmequelle der Gemeinde heutzutage der Tourismus.

## Demografie
| 1981 | 1991 | 2001 | 2011 |
| ---- | ---- | ---- | ---- |
| 414  | 343  | 341  | 309  |